# Heinrich II. (Meinheringer)
Heinrich II., Burggraf von Meißen, (* im 14. oder 15. Jahrhundert; † 15. Juni 1426 bei Aussig) war der letzte Burggraf von Meißen aus dem Adelsgeschlecht der Meinheringer. Er war der Sohn von Heinrich I. von Hartenstein, dem er 1423 im Amt folgte, und dessen Ehefrau Katharina.
Heinrich II. starb in der Schlacht bei Aussig gegen die Hussiten; seine Schwester Constantia von Meißen (bl. urkundlich 1407 bis 1423; † nach 1423) war seit 1408 mit Heinrich IV. von Waldenburg verheiratet.